# Кивьялы (Красноармейский район)
Кивья́лы (чув. Кивьял Нурӑс) — деревня в Красноармейском муниципальном округе Чувашской Республики.

## География
Находится в северной части Чувашии, на расстоянии приблизительно 9 км на северо-запад по прямой от районного центра села Красноармейское.

## История
Известна с 1858 года как околоток села Большая Шатьма с 16 дворами и 62 жителями. В 1906 году было учтено 19 дворов, 111 жителей, в 1926 — 28 дворов, 59 муж., 67 жен.; 1939 — 58 муж., 56 жен.; в 1979 — 42. В 2002 году было 7 дворов, в 2010 — 4 домохозяйства. В период коллективизации был образован колхоз «Кивьялы», в 2010 году действовало КФХ «Васильева». До 2021 года входила в состав Пикшикского сельского поселения до его упразднения.

## Население
Постоянное население составляло 12 человек (чуваши 100 %) в 2002 году, 5 в 2010.